# Dème de Thermaïkós
Le dème de Thermaïkós (en grec moderne : Δήμος Θερμαϊκού) est un dème de la périphérie de Macédoine-Centrale en Grèce, dans le district régional de Thessalonique. Le dème actuel est issu de la fusion en 2011 entre les dèmes de Thermaïkós, d'Epanomí et de Michaniónas. Il tient son nom du golfe Thermaïque.

## Les composantes du dème
- District municipal d'Épanomi : Épanomi, Mésiméri.

- District municipal de Michaniona : Angélochori, Néa Michaniona, Néa Kérasia.

- District municipal de Thermaïkos : Agia Triada, Néï Épivatès, Péraia.